# ژوژلا
ژوژلا (به لهستانی:  Żużela) یک روستا در لهستان است که در گمینا کراپکوویتسه واقع شده‌است.